# Conrado da Lorena
Conrado da Lorena (922 ou 930 - 10 de agosto de 955) "o Ruivo" ou "o vermelho" foi duque e da Lorena com origem na Dinastia saliana.
Em 941, ele sucedeu ao seu pai no governo do condado da Lorena e por herança e obteve o território adicional, de Niddagau, de cujo pai era conde.

## Relações familiares
Foi filho de Verner V de Nahegau (899 - 935), Conde da Nahegau, Speyergau, e de Hicha da Suábia, filha de Burcardo II da Suábia (884 - 29 de abril de 926) e de Reginlinda de Sulichgau (c. 890 - 958). Casou com Luitgarda de Saxe (935 - 950), filha de Otão I, Sacro Imperador Romano-Germânico (23 de novembro de 912 - 7 de maio de 973), e de Edite de Inglaterra (910 - 26 de janeiro de 946), de quem teve:
1. Otão da Caríntia (950 - 1005) casou em 970 Judite da Baviera, filha do conde Henrique I da Baviera (919 - 1 de Novembro de 955).